# Heterodermia flabellata
Heterodermia flabellata är en lavart som först beskrevs av Fée, och fick sitt nu gällande namn av D. D. Awasthi. Heterodermia flabellata ingår i släktet Heterodermia och familjen Physciaceae.   Inga underarter finns listade i Catalogue of Life.